# Esiliiga 2000
Die Esiliiga 2000 war die zehnte Spielzeit der zweithöchsten estnischen Fußball-Spielklasse der Herren. Sie begann am 2. April und endete am 28. Oktober 2000.
Der FC Maardu gewann überlegen die Zweitligasaison. Außer der 1:2-Niederlage bei Tulevik Viljandi wurden alle Spiele gewonnen. Das Team spielte nach dem Aufstieg in die Meistriliiga unter den Namen FC Levadia Tallinn.

## Modus
Die acht Mannschaften spielten an 28 Spieltagen jeweils viermal gegeneinander. Der Meister stieg direkt in die Meistriliiga auf, während der Zweitplatzierte über die Relegation gegen den Siebten der Meistriliiga aufsteigen konnte. Die beiden Tabellenletzten stiegen direkt ab.

## Vereine
Aus der II Liiga kamen Dünamo Tallinn, JK Pärnu Tervis, FC Viljandi, JK Merkuur Tartu und Muhumaa JK hinzu.
| Verein           | Stadt      | Stadion                  | Kapazität |
| ---------------- | ---------- | ------------------------ | --------- |
| FC Maardu        | Maardu     | Kadrioru staadion        | 5.000     |
| Dünamo Tallinn   | Tallinn    | Tuletõrje staadion       | 1.000     |
| JK Pärnu Tervis  | Pärnu      | Strand-Stadion           | 1.500     |
| FC Viljandi      | Viljandi   | Viljandi linnastaadion   | 2.000     |
| JK Merkuur Tartu | Tartu      | Tamme Staadion           | 1.600     |
| FC M.C. Tallinn  | Tallinn    | Kernu Põhikooli staadion | 0250      |
| FC Lelle         | Lelle      | Lelle staadion           | 0500      |
| Muhumaa JK       | Kuressaare | Salme-Stadion            | 1.000     |

## Abschlusstabelle
| Pl. | Verein               | Sp. | S  | U | N  | Tore    | Diff. | Punkte |
| --- | -------------------- | --- | -- | - | -- | ------- | ----- | ------ |
| 1.  | FC Maardu 1          | 28  | 27 | 0 | 1  | 147:210 | +126  | 81     |
| 2.  | JK Pärnu Tervis (N)  | 28  | 16 | 3 | 9  | 063:340 | +29   | 51     |
| 3.  | FC Viljandi (N) 2    | 28  | 12 | 4 | 12 | 031:460 | −15   | 40     |
| 4.  | FC M.C. Tallinn 3    | 28  | 11 | 5 | 12 | 063:490 | +14   | 38     |
| 5.  | Dünamo Tallinn (N) 3 | 28  | 11 | 2 | 15 | 061:720 | −11   | 35     |
| 6.  | JK Merkuur Tartu (N) | 28  | 9  | 7 | 12 | 042:620 | −20   | 34     |
| 7.  | Muhumaa JK (N)       | 28  | 8  | 3 | 17 | 035:790 | −44   | 27     |
| 8.  | FC Lelle             | 28  | 4  | 4 | 20 | 031:110 | −79   | 16     |

Platzierungskriterien: 1. Punkte – 2. Direkter Vergleich (Punkte, Tordifferenz, geschossene Tore) – 3. Tordifferenz – 4. geschossene Tore

| (N) | Neuaufsteiger aus der II Liiga |

## Relegation
Wegen des Einsatzes in der U-18-Mannschaft konnte Pärnu Tervis nicht auf seine Spieler zurückgreifen und zog zurück. Damit blieben beide Vereine in ihren jeweiligen Ligen.
|                 | Gesamt |               | Hinspiel | Rückspiel |
| --------------- | ------ | ------------- | -------- | --------- |
| JK Pärnu Tervis | -:-    | FC Kuressaare | -:-      | -:-       |